# Tauno Aints
Tauno Aints (* 19. Juni 1975 in Tartu) ist ein estnischer Komponist und Musiker.

## Leben und Werk
Tauno Aints schloss 1998 sein Studium an der Hochschule für Kultur in Viljandi ab. 2004 schloss er sein Kompositionsstudium bei Lepo Sumera und Helena Tulve an der Estnischen Musikakademie in Tallinn ab. Seit 2004 ist Aints Mitglied im Estnischen Komponistenverband (estnisch Eesti Heliloojate Liit).
Tauno Aints hat sich in Estland als Chorleiter, Musikpädagoge und Komponist einen Namen gemacht. 2008 schrieb er das Oratorium Time to love nach einem Text von Leelo Tungal.
Von 2002 bis 2007 war Aints darüber hinaus Mitglied der estnischen Popband Genialistid.

## Kompositionen klassischer Musik (Auswahl)
- Ukuaru valss (Bearbeitung für Akkordeon, 2016)
- 3film (für eine Stimme, Flöte, Kannel und Cello, 2010)
- Justkui kaja (für Klavier, 2010)
- Üks vana lugu (für Blasorchester, 2009)
- Konzert für Klavier, Violine und Orchester (2008)
- Suite (für Jugendsinfonieorchester, 2008)
- 2film (für Sinfonieorchester und Live-Elektronik, 2007)
- Fuge (für Orgel und Vokalensemble, 2000)
- Kanon (für gemischten Chor, 1996)